# 新西蘭公報
《公报》，中文全称《新西兰公报》（New Zealand Gazette），通常被称为《公报》（Gazette），是新西兰政府的官方报纸，每周四出版，每周二出版海关版。自1841年起，除圣诞节/新年期间外，每周出版一次。每年出版两次特刊，报道新年和女王生日等方面的新闻。
《新西兰公报》是新西兰发行时间最长的出版物，起源自于1665年11月7日首次出版的《牛津公报》（Oxford Gazetee），时任国王查理二世为躲避伦敦的瘟疫而迁往牛津。《牛津公报》用于向查理国王及其宫廷传达国家事务，后来更名为《伦敦公报》（London Gazette）。1840年12月30日，《新西兰公报》首期出版，时名《特别公报》（Gazette Extraordinary）。1841至1847年，更名为《新西兰政府公报》（New Zealand Government Gazette）。
2014年10月20日，《新西兰公报》完成数字化，完全在线出版，结束了自1841年以来长达173年的纯印刷出版的历史。网站gazette.govt.nz取代了《公报》印刷版，成为新西兰政府公告的权威来源。